# Faculdade de Ciências e Tecnologia de Unaí
A FACTU – Faculdade de Ciências e Tecnologia de Unaí, foi autorizada pela Portaria MEC nº 1.050, publicada no Diário Oficial da União no dia 26 de setembro de 1997, quando foi autorizado o curso de Ciências Contábeis.
A Factu oferece cursos de graduação em Direito, Agronomia, Enfermagem, Turismo, Normal Superior, Administração, Artes Visuais, Educação Fisica, Ciencias Contabéis, Sitemas de Informação e Pedagogia.